# اندی رابین
اندرو ای. رابین (به انگلیسی: Andrew E. Rubin) از پیشگامان فناوری، و یکی از بنیانگذاران شرکت اندروید  و اسنشال است.
او سابقاً و تا مارس ۲۰۱۳، " معاون ارشد " مدیر بخش موبایل و محتویات دیجیتالی در گوگل بود که پروژه توسعهٔ اندروید، سیستم‌عاملی با کد باز برای تلفن‌های همراه را رهبری می‌کرد. در ۱۳ مارس ۲۰۱۳، لری پیج در قالب یک پست وبلاگی اعلام کرد که اندی رابین، جهت تمرکز بر روی پروژه جدیدی در گوگل، از بخش اندروید منتقل شده است.
روبین چهار اختراع ثبت شده دارد.

## زندگی‌نامه
رابین در روستای چاپاکو در ایالت نیویورک بزرگ شد. پدرش روانشناس است که با توجه به علایقش یک شرکت تجاری کوچک راه‌اندازی کرد. کار اصلی این شرکت خلق تصاویری از جدیدترین ابزارهای الکترونیک برای استفاده در تبلیغات بود، بنابراین اطراف رابین همیشه پر از تصاویر این وسایل بود. " او به کار با رایانه علاقه‌مند بود و در جوانی روی طرح یک رایانه کار کرد.

## تحصیلات
- دبیرستان هوراس گریلی (۱۹۸۱-۱۹۷۷).
- کارشناسی نرم‌افزار (۱۹۸۶-۱۹۸۱)